# 桑坦德主教座堂
桑坦德主教座堂（Santander Cathedral）是位於西班牙城市桑坦德的一座羅馬天主教的主教座堂。教堂修建於12世紀至14世紀。

## 外部連結
- Arteguias.com: Santander Cathedral （页面存档备份，存于） （西班牙文）
- Diocese of Santander official website: history （西班牙文）
- Campaners.com: Santander Cathedral （页面存档备份，存于） （西班牙文）